# Hunspach
Hunspach là một xã trong tỉnh Bas-Rhin, thuộc vùng Grand Est của nước Pháp, có dân số là 671 người (thời điểm 1999). Xã thuộc vào trong số những làng đẹp nhất Pháp.

## Thông tin nhân khẩu
| 1962 | 1968 | 1975 | 1982 | 1990 | 1999 |
| ---- | ---- | ---- | ---- | ---- | ---- |
| 627  | 636  | 600  | 573  | 615  | 671  |